# Puerto Plata (miasto)
Puerto Plata (właściwie San Felipe de Puerto Plata) – miasto w północno-zachodniej Dominikanie, nad Oceanem Atlantyckim, ośrodek administracyjny prowincji Puerto Plata. Największe miasto północnego wybrzeża.

## Historia
Swoją nazwę (w tłumaczeniu Srebrny Port) zawdzięcza Krzysztofowi Kolumbowi, który pojawił się w tym miejscu 11 stycznia 1493 roku. Osadę założył 9 lat później gubernator Nicolás de Ovando. W 1605 roku Hiszpanie nakazali ją zniszczyć, a jej mieszkańców wygnać za zajmowanie się przemytnictwem. Miasto zostało odbudowane w 1737 roku.

## Zabytki i muzea
- La Glorieta – rekonstrukcja neokolonialnej estrady stworzonej w Belgii w 1872 roku;
- Katedra San Felipe Apóstol;
- Casa Curial – siedziba biskupów;
- Casa de la Cultura – dom kultury, galeria sztuki;
- Ayuntamiento;
- Museo de Arte Taíno (Muzeum Sztuki Tainów);
- Museo del Ámbar (Muzeum Bursztynu);
- Rozlewnia rumu „Brugal”;
- Twierdza San Felipe – powstała w 1577 roku;
- Latarnia morska – powstała w 1879 roku;

## Turystyka
- Malecón – nadmorska promenada;
- Plaże: Cofresí, Costámbar, Dorado;
- Kolejka na szczyt Pico Isabel de Torres (799 m n.p.m.);

## Komunikacja
W pobliżu miasta znajduje się port lotniczy Gregorio Luperón.

## Religia
W mieście znajdują się kościoły rzymskokatolickie oraz obiekty religijne innych wspólnot: mormonów, Świadków Jehowy (16 zborów), adwentystów i zielonoświątkowców.